# Karłowa mozaika kukurydzy

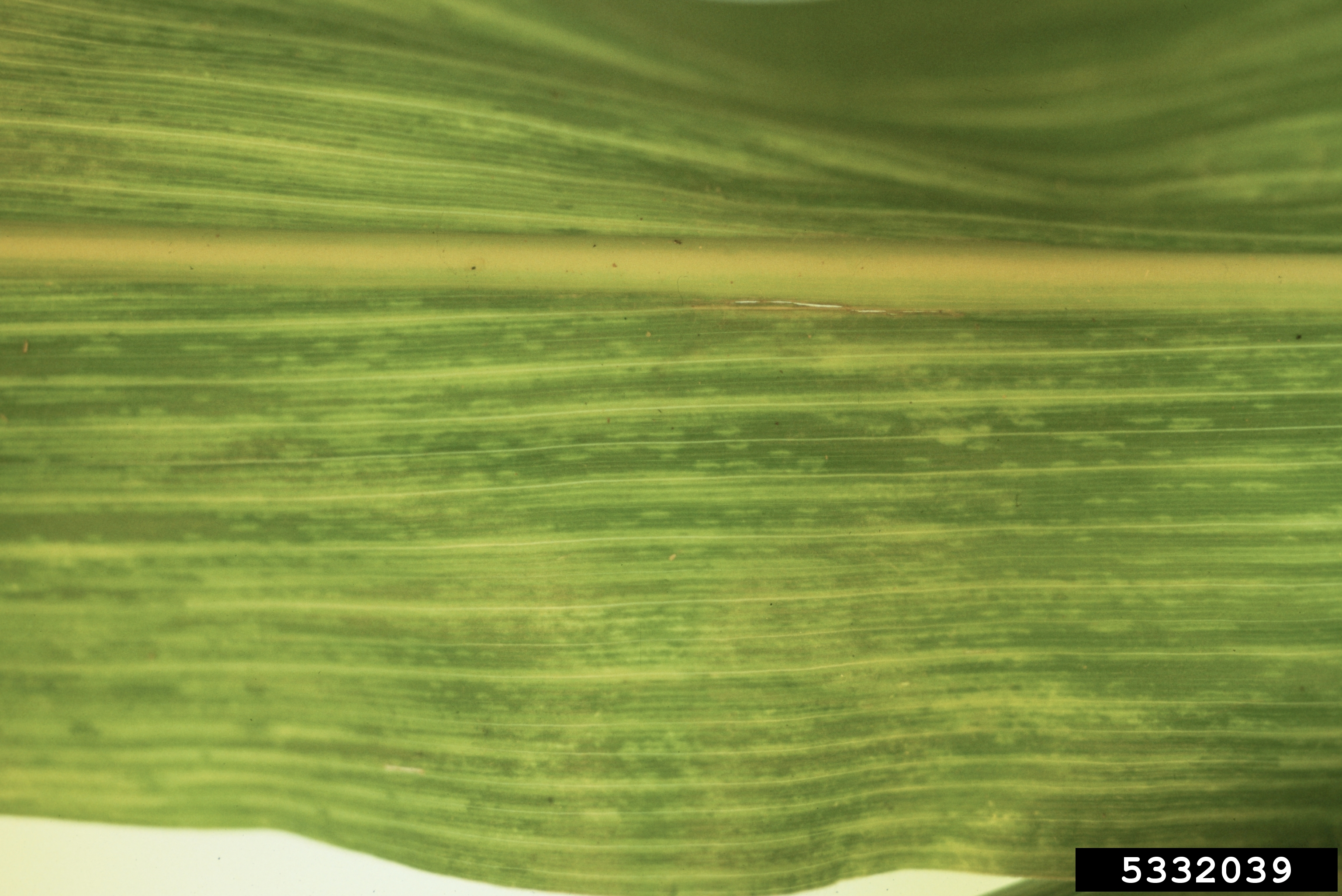
Mozaika na liściu kukurydzy

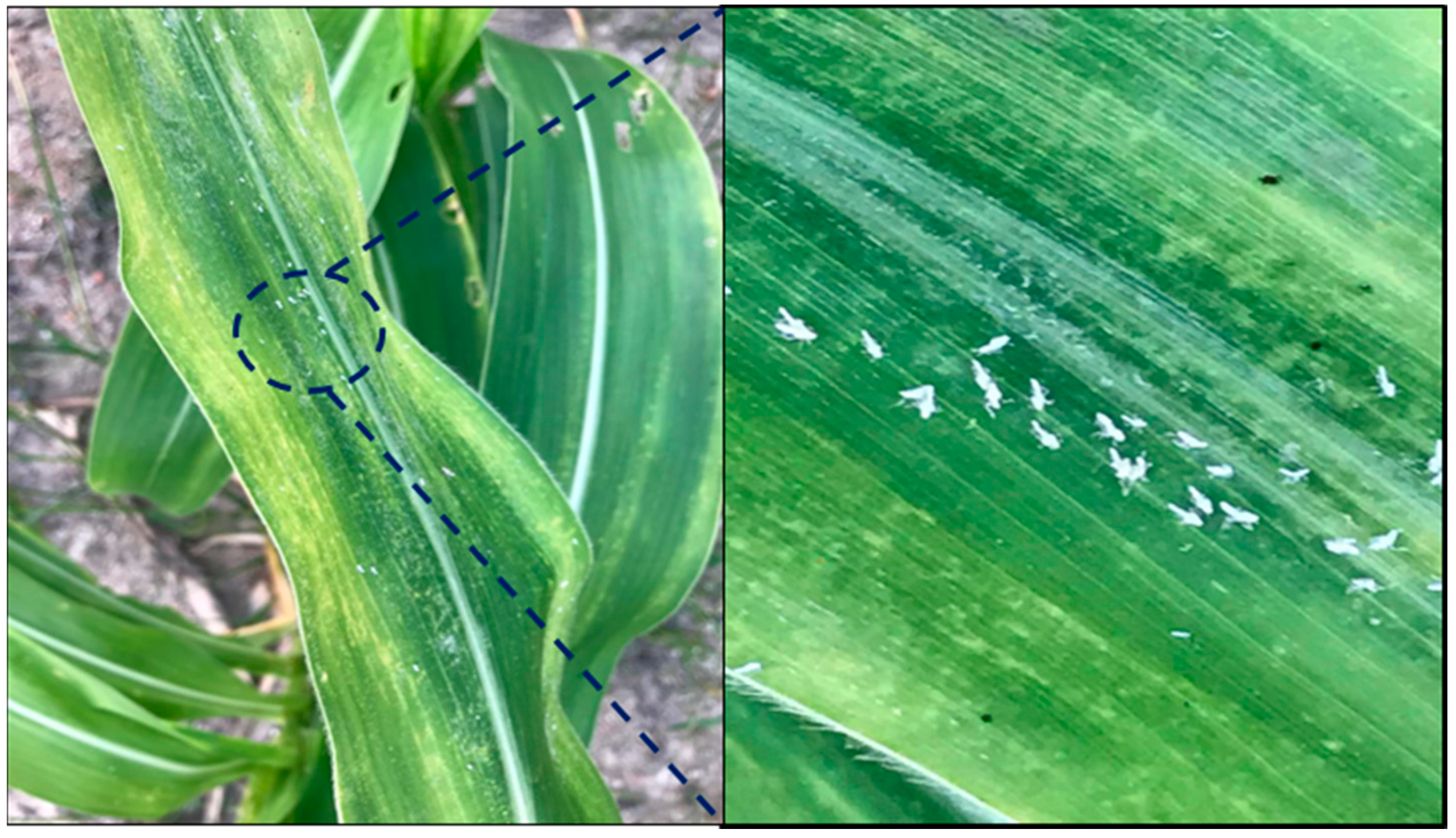

Karłowa mozaika kukurydzy (ang. maize dwarf mosaic) – wirusowa choroba kukurydzy zwyczajnej (Zea mays), wywołana przez wirus karłowej mozaiki kukurydzy (Maize dwarf mosaic virus, MDMV) i wirus mozaiki trzciny cukrowej (Sugarcane mosaic virus, SCMV).

## Występowanie i szkodliwość
Jest to choroba z grupy mozaik. Obydwa wywołujące ją wirusy występują we wszystkich rejonach uprawy kukurydzy na świecie, choroba również. Jej szkodliwość w dużym stopniu zależy od wieku, w którym rośliny zostały zainfekowane; czym wcześniej, tym większa szkodliwość. W klimacie umiarkowanym przy wczesnych infekcjach średnia wysokość roślin obniża się o 17%, waga o około 37%, a plon ziarna o 28–54%.
Oprócz gorszego wzrostu i rozwoju roślin głównym objawem porażenia jest mozaika na liściach. Jej intensywność zależy od izolatu wirusa i podatności danej odmiany. Czasami oprócz mozaiki mogą występować nekrozy i karłowatość.

## Epidemiologia
Obydwa wirusy występują wyłącznie na trawach. Sorgo alepskie porażane jest wyłącznie przez wirus MDMV, na pozostałych gatunkach mogą występować obydwa wirusy. Wśród roślin uprawnych występują głównie na kukurydzy, trzcinie cukrowej, prosie, sorgo i owsie, porażają też rośliny należące do rodzajów manneczka, włośnica, stokłosa oraz jęczmieniec zwyczajny, mozgę kanaryjską, Roegneria canina. Występują także na licznych gatunkach roślin dziko żyjących. Szczególną rolę jako inokulum choroby odgrywają chwastnica jednostronna i palusznik krwawy.
Wirusy mogą być na kukurydzę przenoszone przez mszyce, mechanicznie i przez nasiona. Największe znaczenie w przenoszeniu wirusów ma rzadka w Polsce mszyca Rhopalosiphum maidis. Dominująca wśród mszyc żerujących na zbożach mszyca Rhopalosiphum padi jest mało efektywna w przenoszeniu wirusów, dzięki temu powoduje umiarkowane natężenie choroby. Na dalekie odległości choroba przenosić się może wraz z transportowanymi nasionami, ale dla większości odmian ta zdolność jest ograniczona.

## Ochrona
Zaleca się używanie do siewu zdrowych nasion i uprawianie kukurydzy z dala od upraw prosa i sorga.